# Луак, Поль
Поль Луак (фр. Paul Loicq; 11 августа 1888, Брюссель — 26 марта 1953) — бельгийский хоккеист и хоккейный функционер, президент ИИХФ (1922-1947).

## Хоккеист
Поль Луак в составе сборной Бельгии принимал участие в чемпионатах Европы 1910 — 1914 годов, завоевав бронзовые медали.
Участник олимпийского хоккейного турнира 1920 года. Неоднократно приглашался на матчи международных турниров в качестве рефери.

## Функционер
В межвоенное время занимался юридической практикой и бизнесом. За 25 лет избирался на пост президента ИИХФ 19 раз. И занимал этот пост рекордное количество времени 25 лет. Сумел добиться регулярного ежегодного проведения мировых чемпионатов.
13 сентября 1939 года на конгрессе в Цюрихе он запретил все международные соревнования на время ведения военных действий. Оставил пост президента после первого послевоенного чемпионата в Праге в 1947 году.
П.Луак — первый из деятелей ИИХФ, принятый в Зал хоккейной славы в Торонто.

## Память
- В 1961 году был избран в Зал хоккейной славы в Торонто (Канада).
- В 1997 году был введен в Зал славы ИИХФ.

В 1998 году в честь Поля Луака был учрежден специальный приз — «Paul Loicq Awards», вручаемый за выдающийся вклад в развитие хоккея.

## Статистика
Последнее обновление: 02 октября 2015 года

### Международные соревнования
| Год   | Сборная | Турнир | Место |    | И | Г | П | О |
| ----- | ------- | ------ | ----- | -- | - | - | - | - |
| 1910  | Бельгия | ЧЕ     | 3     | 3  | 0 | 0 | 0 |   |
| 1911  | Бельгия | ЧЕ     | 3     | 3  | 1 | 0 | 1 |   |
| 1913  | Бельгия | ЧЕ     | 1     | 3  | 0 | 0 | 0 |   |
| 1914  | Бельгия | ЧЕ     | 3     | 2  | 0 | 0 | 0 |   |
| 1920  | Бельгия | ОИ/ЧМ  | 7     | 1  | 0 | 0 | 0 |   |
| Всего | Всего   | Всего  | Всего | 12 | 1 | 0 | 1 |   |